# Cerro Terevaka
Cerro Terevaka är ett berg i Chile.   Det ligger i regionen Región de Valparaíso, i den västra delen av landet, 3 800 km väster om huvudstaden Santiago de Chile. Toppen på Cerro Terevaka är 507 meter över havet. Cerro Terevaka ligger på ön Påskön.
Terrängen runt Cerro Terevaka är kuperad österut, men västerut är den platt. Havet är nära Cerro Terevaka åt nordväst. Cerro Terevaka är den högsta punkten i trakten. Trakten runt Cerro Terevaka är nära nog obefolkad, med mindre än två invånare per kvadratkilometer.. Närmaste större samhälle är Остров Пасхи, 4,1 km sydost om Cerro Terevaka. 
Trakten runt Cerro Terevaka består till största delen av jordbruksmark.